# Чорна металургія Алжиру
Чорна металургія Алжиру — одна з галузей обробної промислоості Алжиру. За обсягами виробництва чавуну (300 тис. т, 2019 рік:27), сталі (2400 тис. т, 2019 рік:2) й прокату (2800 тис. т., 2019 рік:8) Алжир посідає 3 місце серед країн Африки (після Єгипту і ПАР). Більша частка продукції металургійних підприємств споживається всередині країни, експорт сталевої заготівки й готового металопрокату за період 2017—2019 років значно зріс, однак становить лише 168 тис. т. Галузь не задовольняє потреб країни у металі, імпорт заготівок і готового прокату у 2019 році становив 3416 тис. т.:13 З 2018 року в галузі впроваджено технологію безпосереднього одержання заліза, на яку тепер (2019) припадає більша частка переплавлених залізних руд.

## Історія
Розвиток чорної металургії у промислових масштабах розпочався в Алжирі у 1960-х роках з введенням у 1968 році 1-ї черги Ель-Хаджарського металургійного комбінату, побудованного за допомоги кількох країн, в тому числі СРСР. На початку 1980-х років металургія Алжиру все ще була представлена одним, хоча й великим підприємством. В той час планувалося будівництво ще одного великого комбінату за участі СРСР продуктивністю 10 млн т сталі на рік, що мав би працювати на базі покладів залізної руди на заході Алжиру.

## Статистичні дані
| Рік                                      | 2010 | 2015 | 2017 | 2018 | 2019 |
| ---------------------------------------- | ---- | ---- | ---- | ---- | ---- |
| Чавун                                    | 696  | 300  | 300  | 300  | 300  |
| Продукт безпосереднього одержання заліза | —    | —    | —    | 110  | 1540 |
| Сталь                                    | 662  | 650  | 415  | 2300 | 2400 |
| Гарячекатанний прокат                    | 560  | 1050 | 1950 | 2850 | 2800 |

## Сировинна база
Залізна руда в Алжирі у помітній кількості добувалася ще у 19 столітті. Найбагатші залізні руди, що давали до 36 тис. т заліза щомісяця, у 19 столітті були відомі біля Бони, інші при Сумі, неподалік від Буфарика, при Джемль-Тмулга в долині Шеліфа, при Ейнь-Тимучині, при Тафні, за 4 км від моря, при Ейн-Мокрі та Джебль-Аніні, за 4 км від Сетіфа.
| Рік                             | 19581 | 19601 | 19621 | 19641 | 19661 | 19681 |
| ------------------------------- | ----- | ----- | ----- | ----- | ----- | ----- |
| Залізна руда                    | 1204  | 1788  | 1072  | 1424  | 916   | 1570  |
| Примітки. 1. За вмістом металу. |       |       |       |       |       |       |

## Сучасний стан
Єдиним металургійним комбінатом повного циклу, тобто з доменним виробництвом є Ель-Хаджарський металургійний комбінат, на інших металургійних підприємствах виплавляється лише сталь. За даними 2019 року в Алжирі частка способів виробництва сталі у загальному виробництві була такою — киснево-конверторний спосіб одержання сталі — 400 тис. т, або 16,7 %, виплавка у електродугових печах — 2000 тис. т, або 83,3 %.:4 В електродугових печах переплавляється продукт безпосереднього одержання заліза, за яким у 2019 році було одержано 1540 тис. т залізовмістних напівпродуктів.:27

## Металургійні підприємства

### Ель-Хаджарський металургійний кобінат
36°47′27″ пн. ш. 7°41′48″ сх. д. / 36.79083° пн. ш. 7.69667° сх. д.
Ель-Хаджарський металургійний комбінат став до ладу 1968 року. Включає в себе доменний, киснево-конвертерний й прокатні цехи. Потужність комбінату становить 2 млн т сталі на рік. Належить державній металургійній компанії «Sider» (51 %) та «ArcelorMittal» (49 %). Через постійні трудові суперечки та недостатнє інвестування виробництво постійно зменшувалось з 1,3 млн т у 2007 році до 300 000 тонн у 2014 році.

### Tosyalı Algeria
35°46′23.4″ пн. ш. 0°15′35.2″ зх. д. / 35.773167° пн. ш. 0.259778° зх. д.
Металургійний завод «Tosyalı Algeria» розташований у місті Bethioua, поблизу Орана. Став до ладу 2013 року. Потужність заводу 1,25 млн т сталі на рік. Заводом керує компанія «Tosyali Industrie du Fer et de l'Acier Algérie», дочірня компанія турецької фірми «Tosyali Holding». Завод переплавляє переважно металобрухт, випускає прокат, що використовується переважно у будівельній галузі.

### Металургійний комбінат Беллара
36°45′12.5″ пн. ш. 6°14′50.3″ сх. д. / 36.753472° пн. ш. 6.247306° сх. д.
Металургійний комбінат Беллара розташований у комуні Ель-Мілія. Побудований протягом 2013—2020 років за участі Катару.

## Виноски
1. 1 2 3 4 5 6 7 8   Steel Statistical Yearbook 2020 concise version. www.worldsteel.org. World Steel Association. 2020. Процитовано 4 лютого 2021. (англ.)
2. 1 2   Алжир. // Большая советская энциклопедия : в 30 т. / главн. ред. А. М. Прохоров. — 3-е изд. — М. : «Советская энциклопедия», 1969—1978. (рос.)
3. ↑   Светлов В. Алжир сегодня. — М.: Наука, 1981. — С. 134. (рос.)
4. ↑   Алжирия // Энциклопедический словарь Брокгауза и Ефрона : в 86 т. (82 т. и 4 доп. т.). — СПб., 1890—1907. (рос. дореф.)
5. 1 2   New Algerian plants helping to achieve self-sufficiency in steel. oxfordbusinessgroup.com. Oxford Business Group. Процитовано 4 лютого 2021. (англ.)
6. ↑   Tosyalı Iron Steel Industry Algerie. www.tosyaliholding.com.tr. Tosyalı Holding. Процитовано 4 лютого 2021. (англ.)